# Nottingham Arboretum
Das Arboretum in Nottingham ist ein Arboretum in Nottingham, einer Stadt in den East Midlands in England.
Die als Park angelegte Sammlung von seltenen Bäumen und Sträuchern dient gleichzeitig als ein Platz zur Erholung direkt am Zentrum von Nottingham. Weiterhin ist sie ein beliebter Treffpunkt der Bürger Nottinghams und der Studenten der Trend University.
Das Arboretum befindet sich zentrumsnah zwischen den Straßen Waverley Street (Tram-Station), Arboretum Street und North Sherwood Street.

Arboretum Nottingham

## Geschichte
Das Arboretum wurde am 11. Mai 1852 als erster öffentlicher Park der Stadt eröffnet. Die Gestaltung übernahm Samuel Curtis. Die Anordnung des Parks ist nahezu unverändert geblieben. Es bildet damit eine Schlüsselanlage des viktorianischen Erbes von Nottingham.
„Die gesamte Gesellschaft kann hier Zusammenkommen in Harmonie, und mit gutem Gefühl, Selbstachtung und der Achtung anderer. Das eingefasste Land soll für immer für den öffentlichen Gebrauch geschützt werden.“ (Aus der Eröffnungsrede)

## Öffnungszeiten
Das Arboretum hat regelmäßig geöffnet (abhängig von der Jahreszeit). Der Eintritt ist frei.

## Besonderheiten
Der Park wird von der „lime tree avenue“ durchzogen. Er ist mit der Graduierung II in das Register der historischen Parks und Gärten von English Heritage eingetragen.
Es gibt eine Reihe von speziellen Bereichen:
- Viktorianischer Blumengarten
- Dahlien-Hecke
- Waldspaziergang
- Gartental
- Formeller Garden

### Hauptattraktion
- Musikpavillon, Glockenturm, Vogelhaus, Teich, zwei Hütten, Statuen
- Denkmal für Samuel Morley
- Statue von Fergus O’Connor
- Chinesischer Glockenturm

## Verhaltenskodex
Das Arboretum verbreitet Ruhe und so sollten es auch die Besucher halten. Der Genuss von Alkohol ist generell nicht erwünscht. Müll sollte vermieden werden.